# Waben
Waben est une commune française située dans le département du Pas-de-Calais en région Hauts-de-France.
La commune fait partie de la communauté d'agglomération des Deux Baies en Montreuillois qui regroupe 46 communes et compte 65 760 habitants en 2021.

## Géographie

### Localisation
Localisée dans l'extrême sud-ouest du département du Pas-de-Calais, proche de la Somme (4 km), Waben est une commune à la confluence de l'Authie et du Fliers située, à vol d'oiseau, à 5 km au sud-est de la commune de Berck (aire d'attraction) et à 12 km au sud-ouest de la commune de Montreuil-sur-Mer (chef-lieu d'arrondissement). La commune fait partie de la région naturelle du Marquenterre. Elle dispose du petit port de plaisance de La Madelon.
Le territoire de la commune est limitrophe de ceux de trois communes.
Les communes limitrophes sont Verton, Conchil-le-Temple et Groffliers.

### Géologie et relief
La superficie de la commune est de 8,99 km2 ; son altitude varie de 3  à   51 mètres.
Le territoire de la commune se situe sur un site géologique : l'estuaire de l'Authie, d'une superficie de 59 km2. L'estuaire de l'Authie se développe dans la plaine maritime picarde, limitée à l'est par la falaise morte du plateau crayeux de l'Artois.

### Hydrographie
Le territoire de la commune est situé dans le bassin Artois-Picardie.
Le territoire de la commune est traversé par le Fliers, appelé aussi Fliers Branche Droite, canal, chenal et cours d'eau d'une longueur de 9,91 km, qui prend sa source dans la commune d'Airon-Saint-Vaast, et par le ruisseau la course, cours d'eau d'une longueur de 3,45 km, qui prend sa source dans la commune de Verton et se jette dans le Fliers Branche Droite au niveau de la commune de Groffliers.

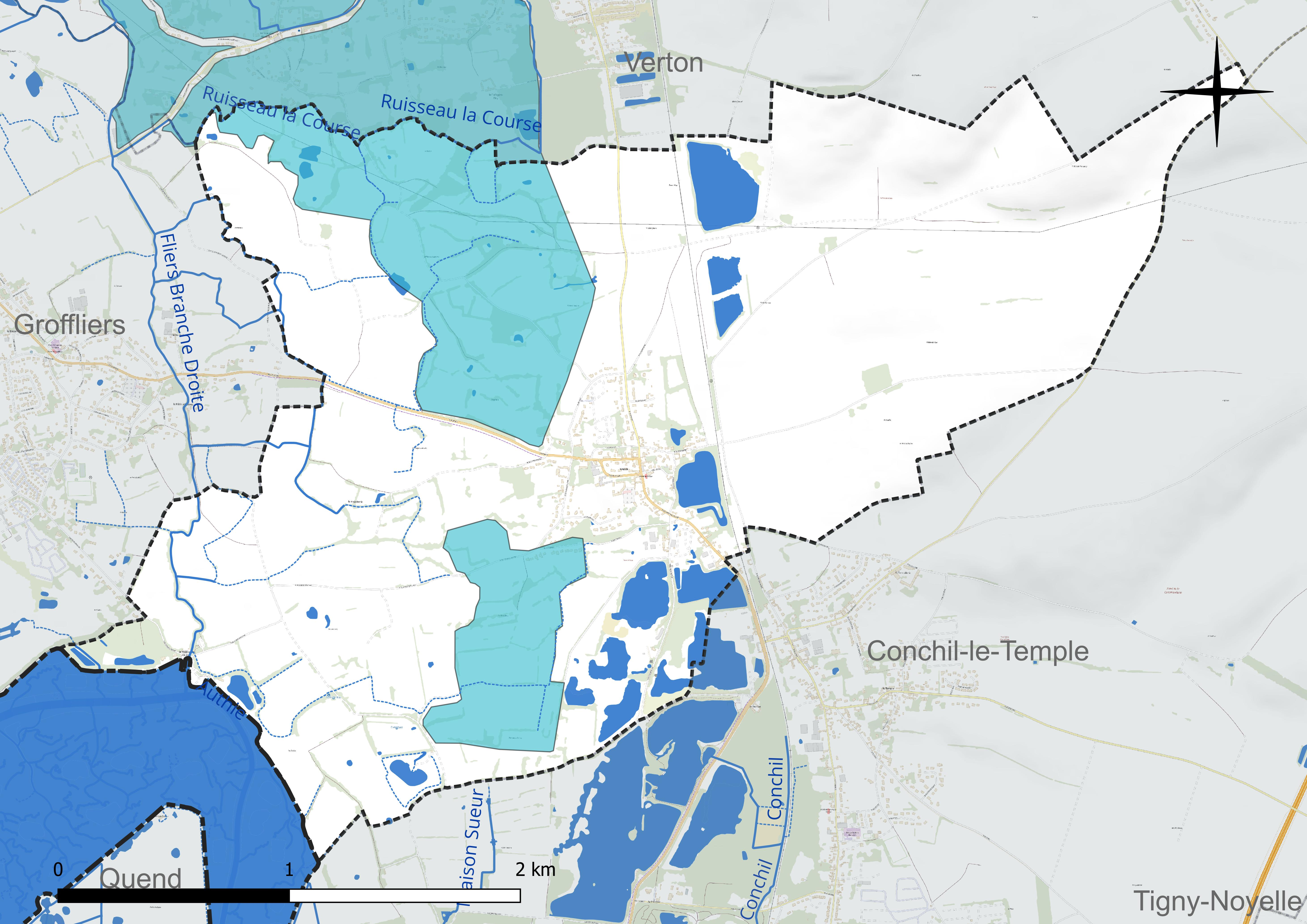
Réseau hydrographique de Waben.

### Climat
Pour des articles plus généraux, voir Climat des Hauts-de-France et Climat du Pas-de-Calais.
En 2010, le climat de la commune est de type climat océanique franc, selon une étude du CNRS s'appuyant sur une série de données couvrant la période 1971-2000. En 2020, Météo-France publie une typologie des climats de la France métropolitaine dans laquelle la commune est exposée à un climat océanique et est dans la région climatique Côtes de la Manche orientale, caractérisée par un faible ensoleillement (1 550 h/an) ; forte humidité de l’air (plus de 20 h/jour avec humidité relative > 80 % en hiver), vents forts fréquents.
Pour la période 1971-2000, la température annuelle moyenne est de 10,4 °C, avec une amplitude thermique annuelle de 12,2 °C. Le cumul annuel moyen de précipitations est de 838 mm, avec 12,5 jours de précipitations en janvier et 8 jours en juillet. Pour la période 1991-2020, la température moyenne annuelle observée sur la station météorologique la plus proche, située sur la commune du Touquet-Paris-Plage à 16 km à vol d'oiseau, est de 11,2 °C et le cumul annuel moyen de précipitations est de 888,8 mm,. Pour l'avenir, les paramètres climatiques de la commune estimés pour 2050 selon différents scénarios d'émission de gaz à effet de serre sont consultables sur un site dédié publié par Météo-France en novembre 2022.

### Milieux naturels et biodiversité

#### Espace protégé et géré
La protection réglementaire est le mode d’intervention le plus fort pour préserver des espaces naturels remarquables et leur biodiversité associée.
Dans ce cadre, la commune fait partie d'un espace protégé : la baie de Somme, domaine continental et marin, zone humide protégée par la convention de Ramsar, d’une superficie de 19 109 hectares réparties sur 33 communes, dont 5 dans le département du Pas-de-Calais et 28 dans le département de la Somme.

### Paysages
Pour un article plus général, voir Paysage en France.
La commune est située à la jonction de deux paysages tels qu'ils sont définis dans l’atlas de paysages de la région Nord-Pas-de-Calais, conçu par la direction régionale de l'Environnement, de l'Aménagement et du Logement (DREAL), :
- le « paysage du val d’Authie », qui concerne 83 communes, se délimite : au sud, dans le département de la  Somme par le « paysage de l’Authie et du Ponthieu, dépendant de l’atlas des paysages de la Picardie et au nord et à l’est par les paysages du Montreuillois, du Ternois et les paysages des plateaux cambrésiens et artésiens. Le caractère frontalier de la vallée de l’Authie, aujourd’hui entre le Pas-de-Calais et la Somme, remonte au Moyen Âge où elle séparait le royaume de France du royaume d’Espagne, au nord.

Son coteau Nord est net et escarpé alors que le coteau Sud offre des pentes plus douces. À l’Ouest, le fleuve s’ouvre sur la baie d'Authie, typique de l’estuaire picard, et se jette dans la Manche. Avec son vaste estuaire et les paysages des bas-champs, la baie d’Authie contraste avec les paysages plus verdoyants en amont.
L’Authie, entaille profonde du plateau artésien, a créé des entités écopaysagères prononcées avec un plateau calcaire dont l’altitude varie de 100 à 163 m qui s’étend de chaque côté du fleuve. L’altitude du plateau décline depuis le pays de Doullens, à l'est (point culminant à 163 m), vers les bas-champs picards, à l'ouest (moins de 40 m). Le fond de la vallée de l’Authie, quant à lui, est recouvert d’alluvions et de tourbes. L’Authie est un fleuve côtier classé comme cours d'eau de première catégorie où le peuplement piscicole dominant est constitué de salmonidés. L’occupation des sols des paysages de la Vallée de l’Authie est composée pour 70 % en culture ;
- le « paysage des dunes et estuaires d’Opale », qui concerne 23 communes, s’étend le long de la côte sur environ 30 kilomètres, de la baie d’Authie à Équihen-Plage, et sur deux à quatre kilomètres de large. Les paysages des dunes et des estuaires cèdent la place aux abrupts des falaises, au niveau d’Equihen-Plage. Les dunes littorales se sont constituées récemment, depuis le Moyen Âge, et ont envahi le relief intérieur en constituant des dunes plaquées sur les falaises fossiles, spécificité locale. Les résurgences de sources au pied de ces falaises proviennent de la nappe de la craie et sont à l’origine de nombreux ruisseaux et zones humides dans les Bas-Champs, surtout visibles entre Étaples et Rang-du-Fliers.

Ce paysage des dunes et estuaires d’Opale est constitué : d’un peu plus de 40 % de dunes et de plages, dont 28 % d’espaces dunaires, dont certains sont boisés comme à Hardelot-Plage et au Touquet-Paris-Plage ; de 22 et 25 % au niveau de la baie d’Authie et des Bas Champs, Bas Champs majoritairement en prairies ; de 20 % par les communes et d’un peu plus de 5 % par les cours d’eau et les marais arrière-littoraux, entre Merlimont et Rang-du-Fliers, comme le marais de Balançon défini réseau Natura 2000.

#### Zones naturelles d'intérêt écologique, faunistique et floristique
L’inventaire des zones naturelles d'intérêt écologique, faunistique et floristique (ZNIEFF) a pour objectif de réaliser une couverture des zones les plus intéressantes sur le plan écologique, essentiellement dans la perspective d’améliorer la connaissance du patrimoine naturel national et de fournir aux différents décideurs un outil d’aide à la prise en compte de l’environnement dans l’aménagement du territoire.
Le territoire communal comprend quatre ZNIEFF de type 1 : 
- la rive Nord de la Baie d’Authie. L'estuaire de l'Authie marque la frontière entre la Somme et le Pas-de-Calais. Il constitue un exemple assez typique d’estuaire picard avec système de poulier (et contre-poulier) et de musoir (en partie urbanisé ici). Les mollières (prés salés), ne sont recouvertes que par les marées de vives-eaux et les marées d’équinoxe, ce qui permet le développement d'un tapis végétal dense[18] ;
- les anciennes ballastières de Conchil-le-temple. Cette ZNIEFF est un complexe humide associant de vastes plans d’eau récents issus de l’exploitation des gravières à des prairies hygrophiles drainées par un réseau de fossés[19] ;
- le complexe humide arrière littoral de Waben et Conchil-le-temple. Cette ZNIEFF est constituée de polders bordant la baie d’Authie, gagnés sur la mer, cultivés ou exploités en herbages, avec la présence de nombreuses mares drainées par un réseau de fossés[20] ;
- les bocages et prairies humides de Verton. Complexe bocager humide tout à fait original associant prairies mésotrophiles à eutrophiles de différents niveaux topographiques avec des mares et des chenaux de drainage[21].

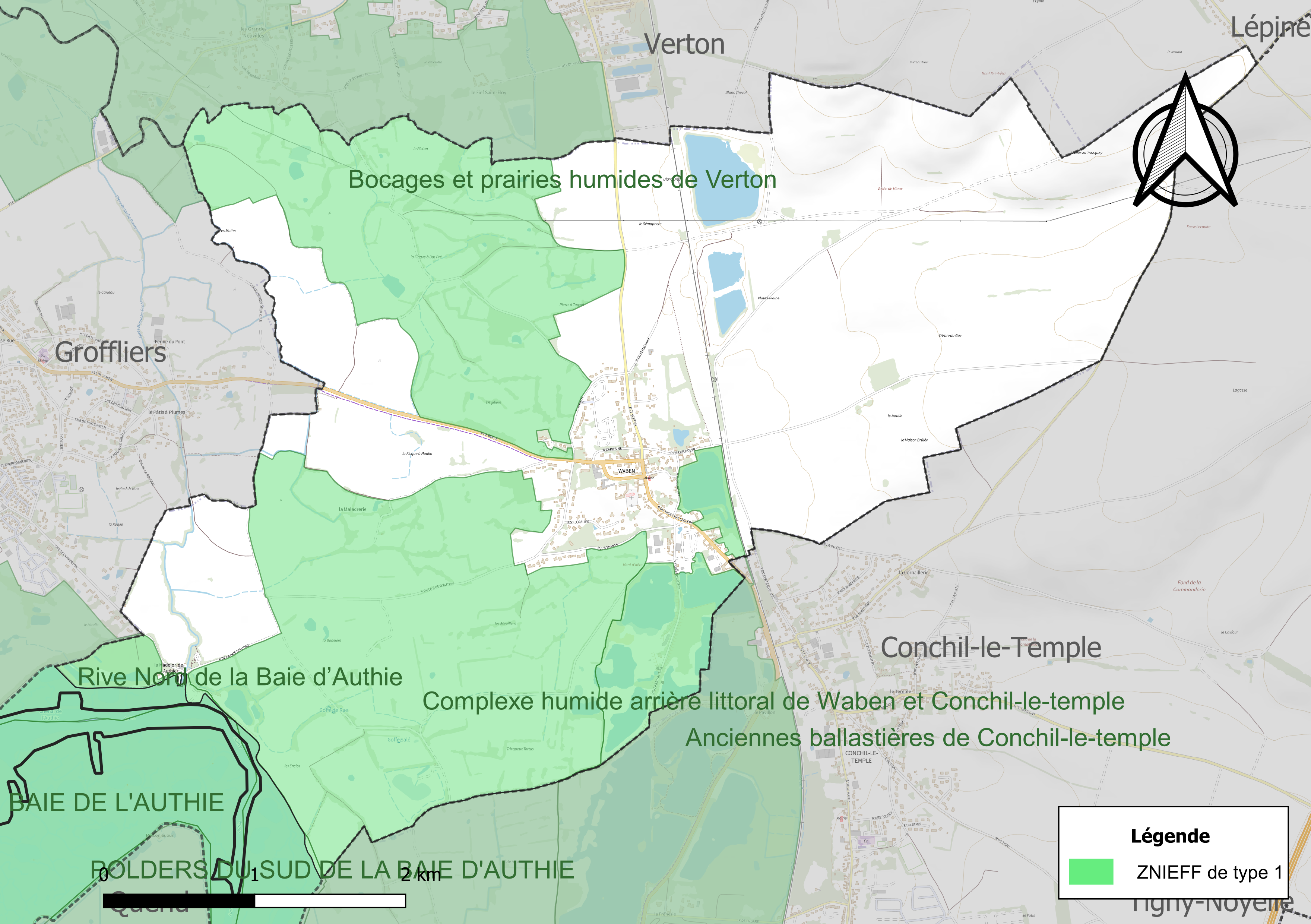
Carte des ZNIEFF sur la commune.

#### Patrimoine géologique
Sur le territoire communal se trouve le site de l'estuaire de l'Authie. Il est inscrit à l'inventaire national du patrimoine géologique. Ce site est composé de massifs dunaires sur la pointe de Routhiauville, de schorre et de vasières. On y observe une amplitude de marée de plus de dix mètres lors des grandes marées d'équinoxe.

#### Site Natura 2000
Le réseau Natura 2000 est un réseau écologique européen de sites naturels d’intérêt écologique élaboré à partir des Directives « Habitats » et « Oiseaux ». Ce réseau est constitué de Zones spéciales de sonservation (ZSC) et de Zones de protection spéciale (ZPS). Dans les zones de ce réseau, les États Membres s'engagent à maintenir dans un état de conservation favorable les types d'habitats et d'espèces concernés, par le biais de mesures réglementaires, administratives ou contractuelles.
Sur la commune, un site Natura 2000 de type B est défini en site d'importance communautaire (SIC) : la baie de la Canche et le couloir des trois estuaires, d’une superficie de 333,06 km2 et d'une altitude variant de −23  à   0 mètres. Ce site se délimite à partir du trait de côte, s'étend jusqu'à la limite des trois milles nautiques, limité au sud par le phare d'Ault et au nord par le village de Sainte-Cécile, sur la commune de Camiers.

## Urbanisme

### Typologie
Au 1er janvier 2024, Waben est catégorisée bourg rural, selon la nouvelle grille communale de densité à sept niveaux définie par l'Insee en 2022.
Elle est située hors unité urbaine. Par ailleurs la commune fait partie de l'aire d'attraction de Berck, dont elle est une commune de la couronne,. Cette aire, qui regroupe 19 communes, est catégorisée dans les aires de moins de 50 000 habitants,.
La commune, bordée par la Manche, est également une commune littorale au sens de la loi du 3 janvier 1986, dite loi littoral. Des dispositions spécifiques d’urbanisme s’y appliquent dès lors afin de préserver les espaces naturels, les sites, les paysages et l’équilibre écologique du littoral, tel le principe d'inconstructibilité, en dehors des espaces urbanisés, sur la bande littorale des 100 mètres, ou plus si le plan local d’urbanisme le prévoit.

### Occupation des sols
L'occupation des sols de la commune, telle qu'elle ressort de la base de données européenne d’occupation biophysique des sols Corine Land Cover (CLC), est marquée par l'importance des territoires agricoles (88 % en 2018), en diminution par rapport à 1990 (90,5 %). La répartition détaillée en 2018 est la suivante : 
terres arables (60,8 %), prairies (27,2 %), eaux continentales (6,5 %), zones urbanisées (4,5 %), zones humides côtières (0,9 %). L'évolution de l’occupation des sols de la commune et de ses infrastructures peut être observée sur les différentes représentations cartographiques du territoire : la carte de Cassini (XVIIIe siècle), la carte d'état-major (1820-1866) et les cartes ou photos aériennes de l'IGN pour la période actuelle (1950 à aujourd'hui).

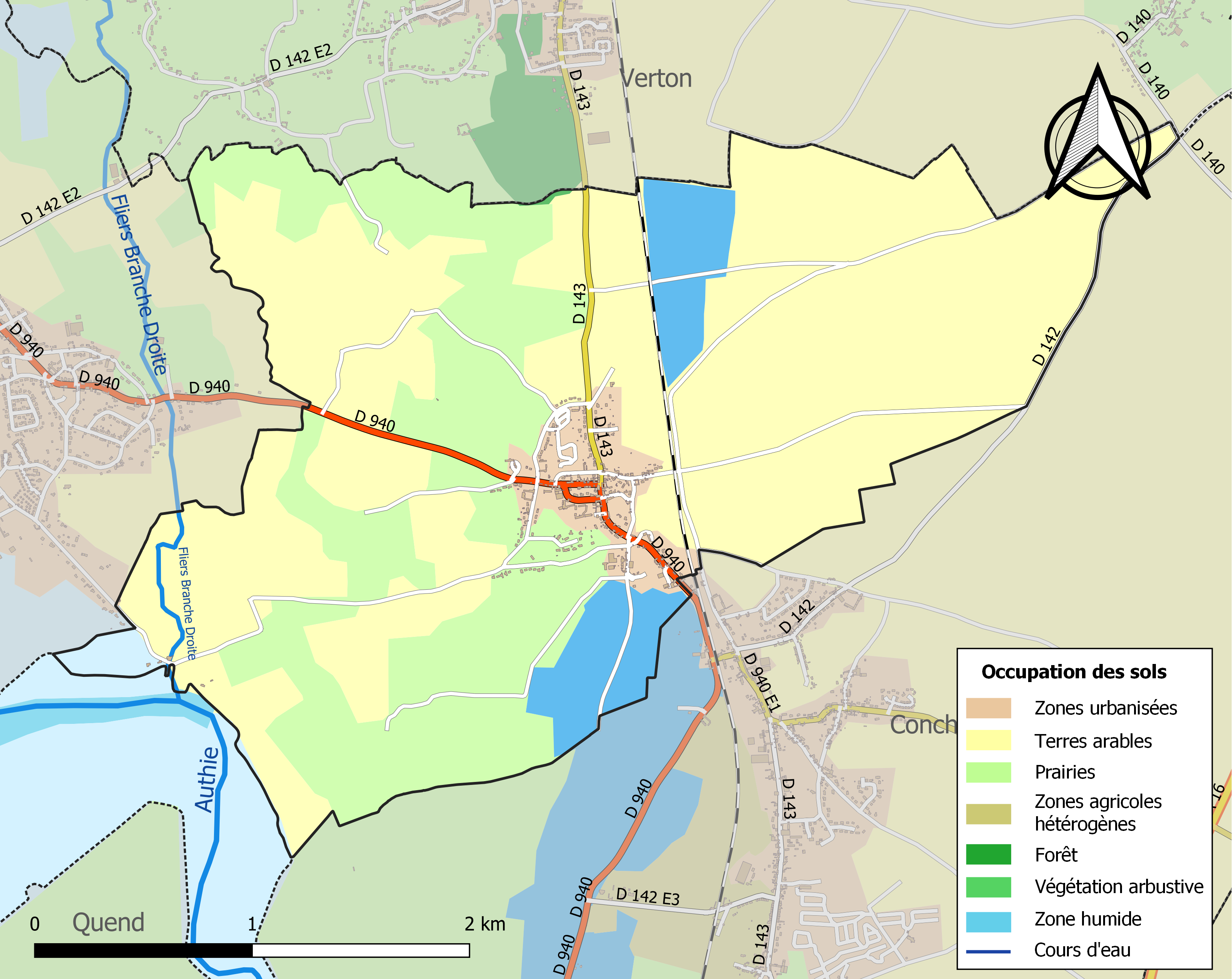
Carte des infrastructures et de l'occupation des sols de la commune en 2018 (CLC).

## Toponymie
Le nom de la localité est attesté sous les formes Vuaben ou Vuabeng (1100), Waben (1173), Wabene (1202), Gaben, Guaben ou Waban (1205), Wabenc (1228), Waubeng (1237), Wuaben (1293), Walbanium ou Wabent-sur-la-Mer (XIIIe siècle), Walben (1311), Wauben (vers 1380), Wabein (1522), Ouaban (1612), Wabenne (1790), Waben (1793).

## Histoire
Waben a possédé un château qui protégeait l'appontement du port de la Madelon.
La seigneurie vicomtière du Temple, qui relevait en partie du roi à cause de son château de Waben, de la baronnie de Merlimont et de la seigneurie de Maintenay, appartenait en 1311 à Jean de Bours (aveu de Maintenay).

## Politique et administration

### Découpage territorial
La commune se trouve dans l'arrondissement de Montreuil du département du Pas-de-Calais.

#### Commune et intercommunalités
La commune est membre de la communauté d'agglomération des Deux Baies en Montreuillois.

#### Circonscriptions administratives
La commune est rattachée au canton de Berck.

#### Circonscriptions électorales
Pour l'élection des députés, la commune fait partie de la quatrième circonscription du Pas-de-Calais.

### Élections municipales et communautaires

#### Liste des maires

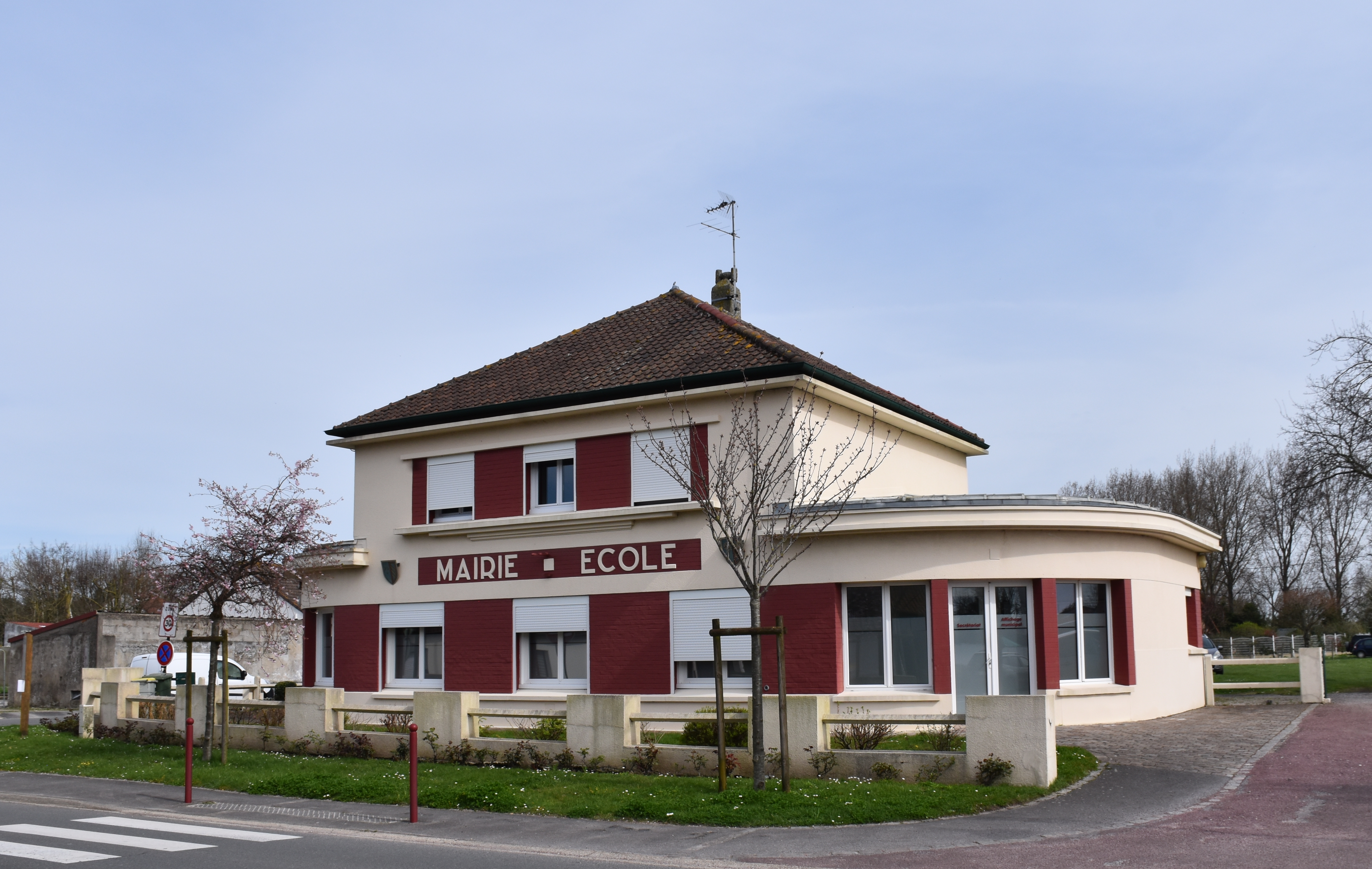
La mairie.

| Période                                  | Période                       | Identité                        | Étiquette | Qualité                                              |
| ---------------------------------------- | ----------------------------- | ------------------------------- | --------- | ---------------------------------------------------- |
| Les données manquantes sont à compléter. |                               |                                 |           |                                                      |
| 1835                                     |                               | Alexis Deparis[réf. nécessaire] |           |                                                      |
| Les données manquantes sont à compléter. |                               |                                 |           |                                                      |
| 1989                                     | En cours (au 2 décembre 2020) | Jean-Claude Gauduin             | SE        | Agriculteur retraité Réélu pour le mandat 2020-2026, |

## Équipements et services publics
→ Conseils pour la rédaction de cette section.

### Enseignement

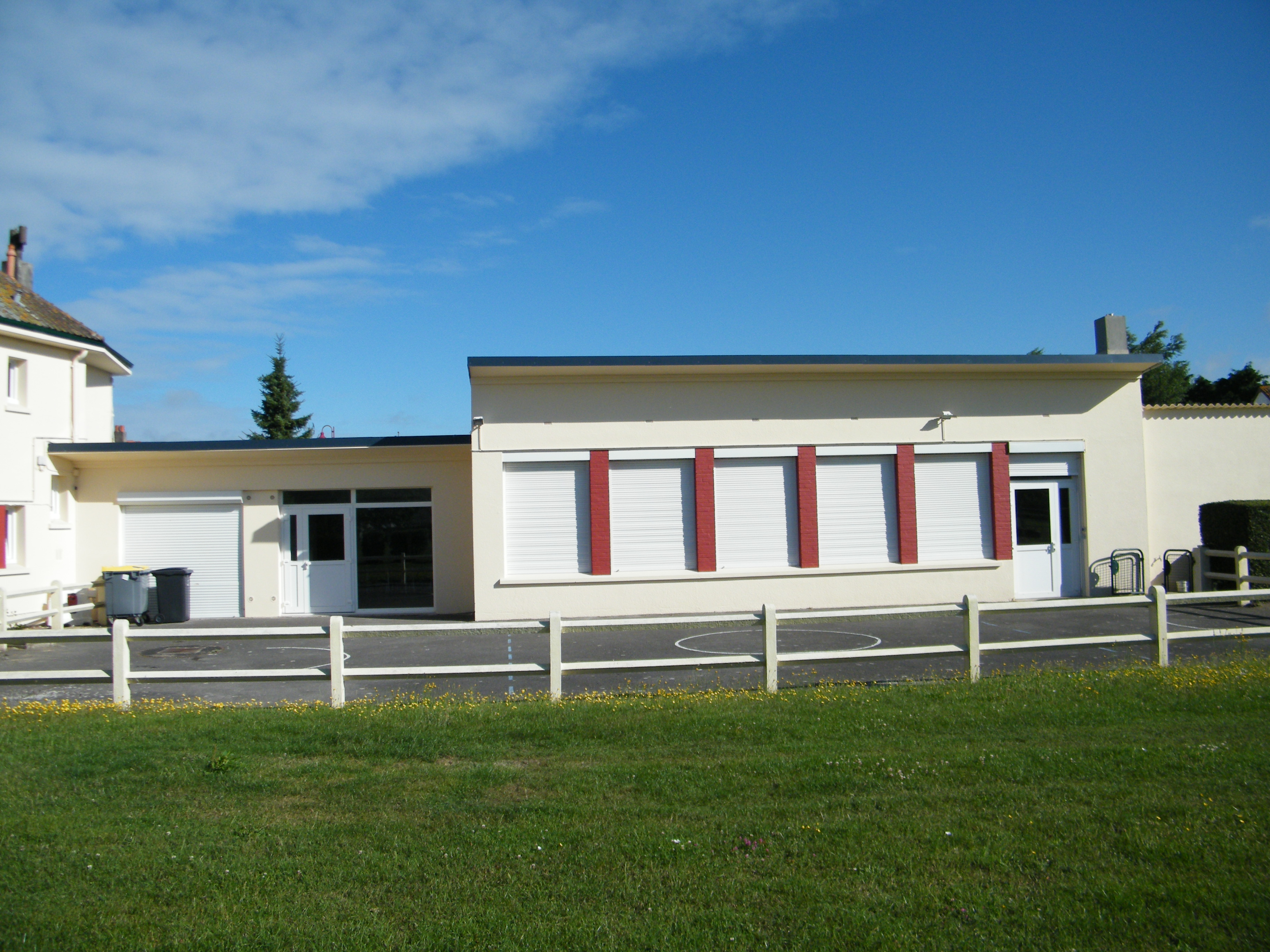
L'école.

La commune dispose d'une école, derrière la mairie.

## Population et société

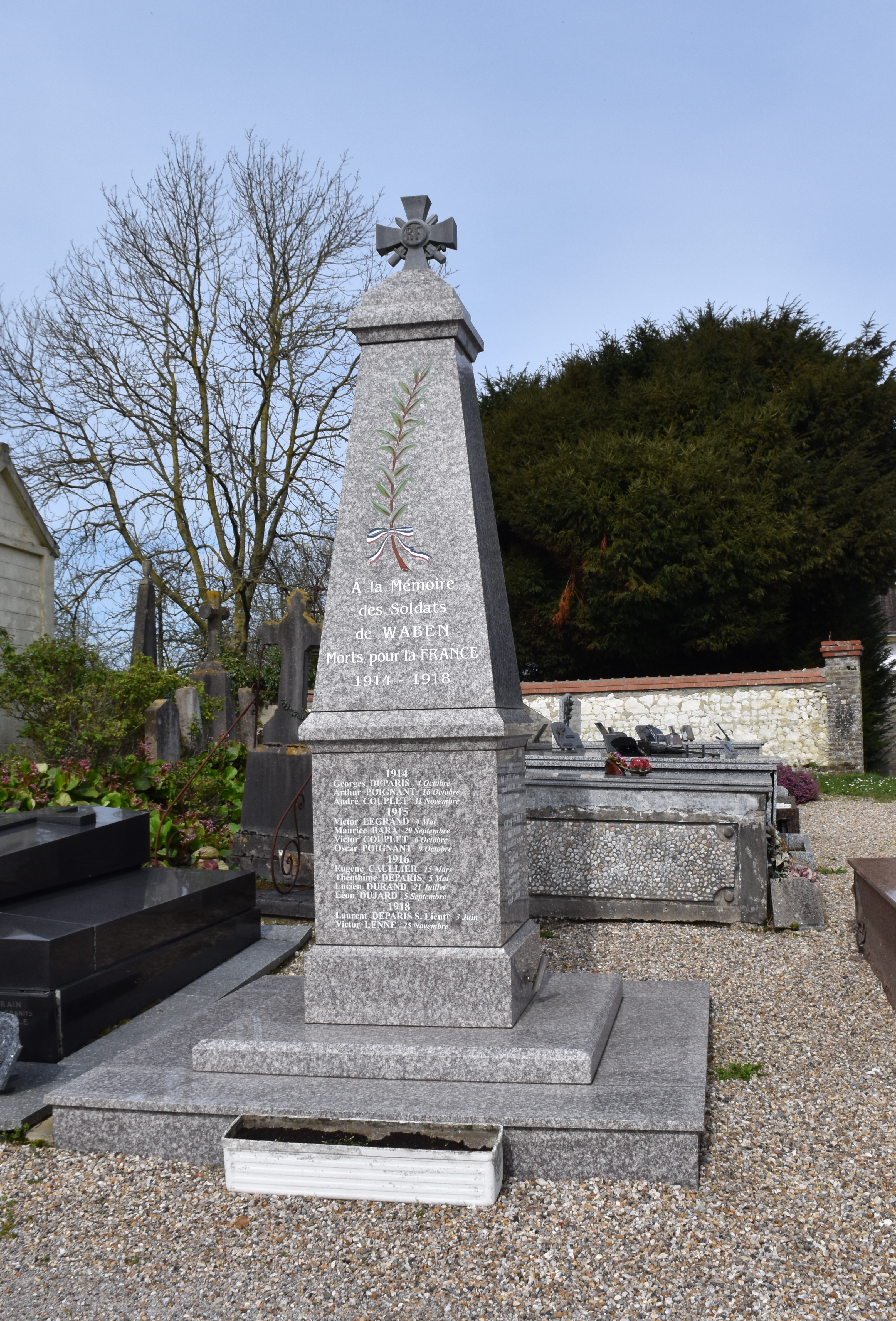
Le monument aux morts situé dans le cimetière.

### Démographie
Les habitants de la commune sont appelés les Wabeniens.

#### Évolution démographique
L'évolution du nombre d'habitants est connue à travers les recensements de la population effectués dans la commune depuis 1793. Pour les communes de moins de 10 000 habitants, une enquête de recensement portant sur toute la population est réalisée tous les cinq ans, les populations de référence des années intermédiaires étant quant à elles estimées par interpolation ou extrapolation. Pour la commune, le premier recensement exhaustif entrant dans le cadre du nouveau dispositif a été réalisé en 2008.

En 2022, la commune comptait 440 habitants, en évolution de +2,33 % par rapport à 2016 (Pas-de-Calais : −0,72 %, France hors Mayotte : +2,11 %).
| 1793 | 1800 | 1806 | 1821 | 1831 | 1836 | 1841 | 1846 | 1851 |
| ---- | ---- | ---- | ---- | ---- | ---- | ---- | ---- | ---- |
| 264  | 284  | 277  | 290  | 261  | 283  | 332  | 325  | 335  |

| 1856 | 1861 | 1866 | 1872 | 1876 | 1881 | 1886 | 1891 | 1896 |
| ---- | ---- | ---- | ---- | ---- | ---- | ---- | ---- | ---- |
| 333  | 337  | 375  | 380  | 377  | 379  | 355  | 342  | 326  |

| 1901 | 1906 | 1911 | 1921 | 1926 | 1931 | 1936 | 1946 | 1954 |
| ---- | ---- | ---- | ---- | ---- | ---- | ---- | ---- | ---- |
| 318  | 324  | 327  | 320  | 306  | 282  | 263  | 264  | 253  |

| 1962 | 1968 | 1975 | 1982 | 1990 | 1999 | 2006 | 2008 | 2013 |
| ---- | ---- | ---- | ---- | ---- | ---- | ---- | ---- | ---- |
| 234  | 234  | 235  | 266  | 294  | 327  | 378  | 393  | 423  |

| 2018 | 2022 | - | - | - | - | - | - | - |
| ---- | ---- | - | - | - | - | - | - | - |
| 433  | 440  | - | - | - | - | - | - | - |

#### Pyramide des âges
En 2018, le taux de personnes d'un âge inférieur à 30 ans s'élève à 29,6 %, soit en dessous de la moyenne départementale (36,7 %). À l'inverse, le taux de personnes d'âge supérieur à 60 ans est de 25,2 % la même année, alors qu'il est de 24,9 % au niveau départemental.
En 2018, la commune comptait 222 hommes pour 211 femmes, soit un taux de 51,27 % d'hommes, largement supérieur au taux départemental (48,50 %).
Les pyramides des âges de la commune et du département s'établissent comme suit.
| Hommes | Classe d’âge | Femmes |
| ------ | ------------ | ------ |
| 0,0    | 90 ou +      | 0,9    |
| 2,7    | 75-89 ans    | 5,7    |
| 21,6   | 60-74 ans    | 19,4   |
| 28,4   | 45-59 ans    | 28,9   |
| 15,8   | 30-44 ans    | 17,5   |
| 10,8   | 15-29 ans    | 14,7   |
| 20,7   | 0-14 ans     | 12,8   |

| Hommes | Classe d’âge | Femmes |
| ------ | ------------ | ------ |
| 0,5    | 90 ou +      | 1,6    |
| 5,6    | 75-89 ans    | 8,9    |
| 16,7   | 60-74 ans    | 18,1   |
| 20,2   | 45-59 ans    | 19,2   |
| 18,9   | 30-44 ans    | 18,1   |
| 18,2   | 15-29 ans    | 16,2   |
| 19,9   | 0-14 ans     | 17,9   |

### Sports et loisirs
La « boucle de la tête de vallée » est ouverte aux marcheurs et cavaliers sur près de 10 km.

#### Pistes cyclables
La piste cyclable « La Vélomaritime », partie côtière française de la « Véloroute de l’Europe - EuroVelo 4 », qui relie Roscoff en France à Kiev en Ukraine sur 5 100 km, traverse la commune, en venant de Conchil-le-Temple pour desservir Groffliers,.

## Culture locale et patrimoine

### Lieux et monuments
- L'église Saint-Martin.
- Le monument aux morts pour la patrie auquel est adjoint une plaque à la mémoire des victimes civiles de la Deuxième Guerre mondiale.
- Le port de la Madelon, un appontement sur le Fliers à son point d'affluence avec l'Authie, permet à quelques plaisanciers d'accoster.

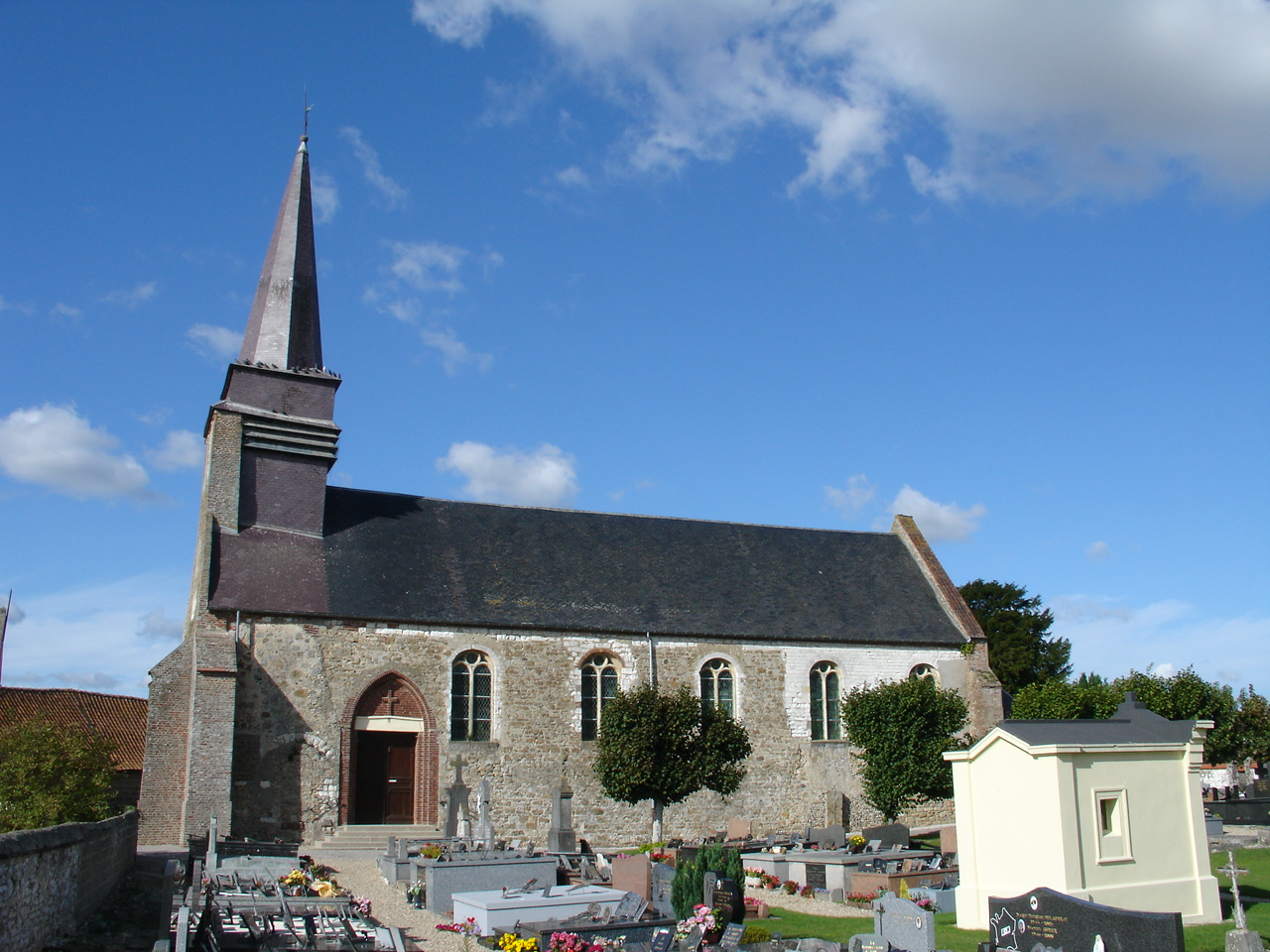
L'église
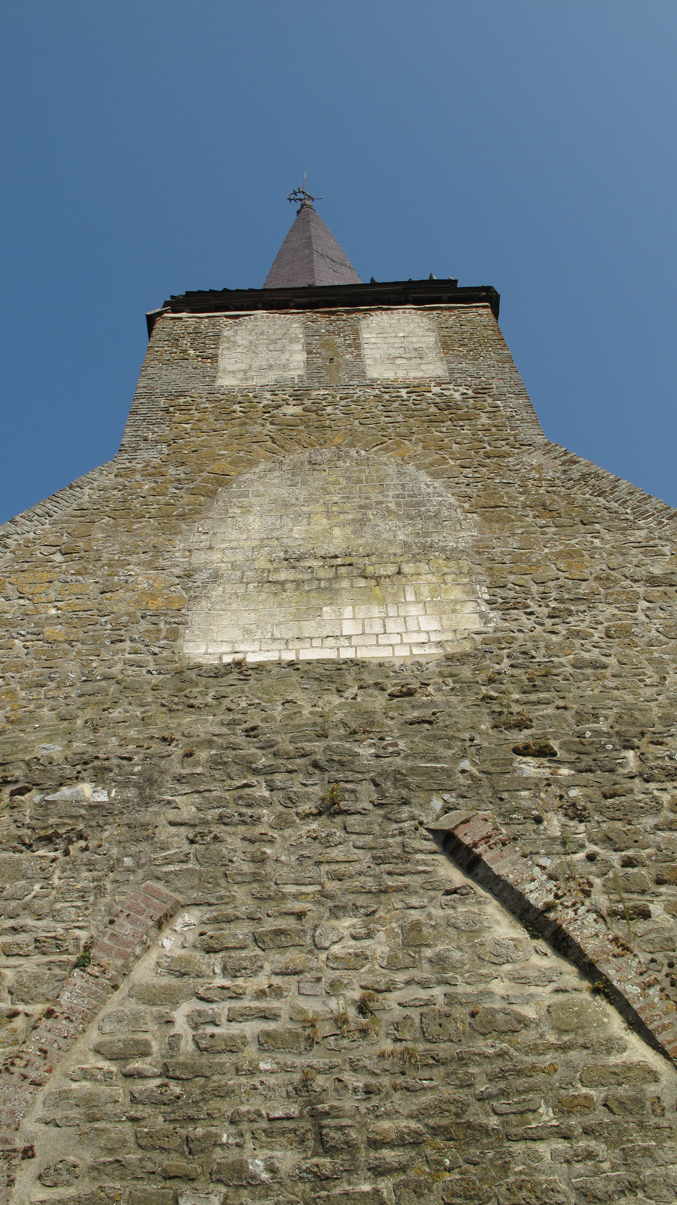
Le clocher de l'église, dont les ouvertures ont été murées.
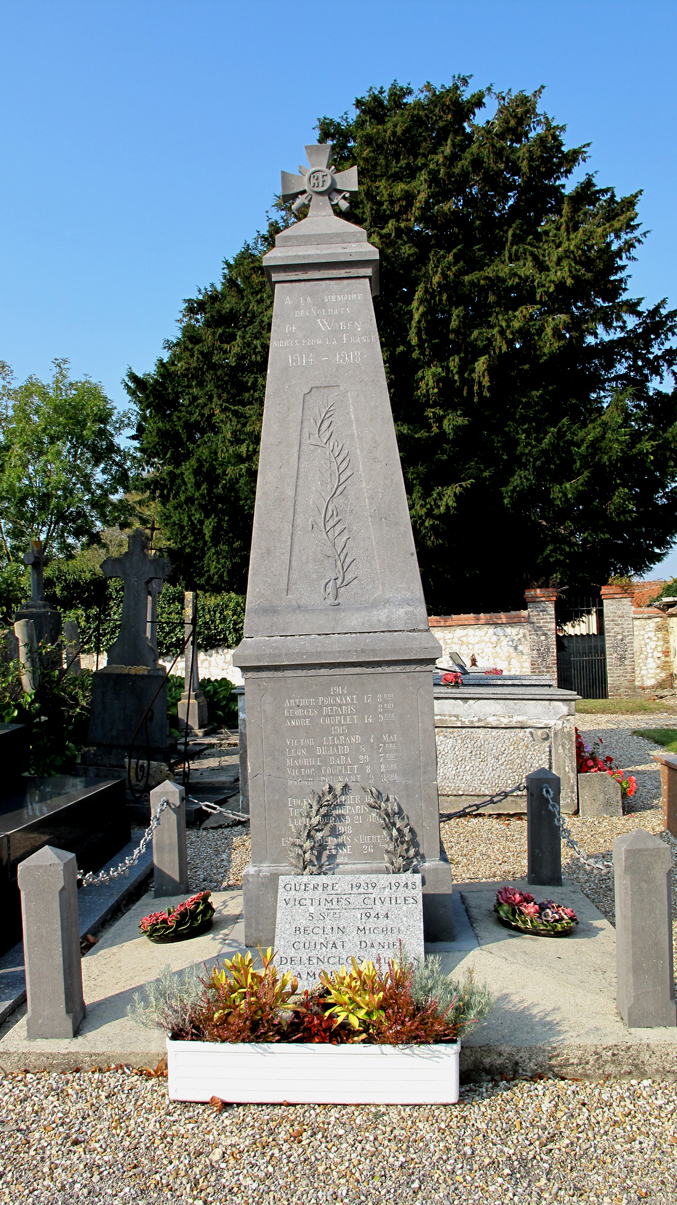
Le monument aux morts.

### Héraldique
| Blason de Waben | Blason  | Parti : au 1er d'azur à trois fleurs de lys d'or, au 2e d'or à trois bandes d'azur et à la bordure de gueules.                                     |
| Blason de Waben | Détails | Les fleurs de lys représentent les armes du comté d'Artois et le second parti, les armes de celui de Ponthieu. Adopté par la municipalité en 1989. |

## Pour approfondir